# Periploca gracilis
Periploca gracilis är en oleanderväxtart som beskrevs av Pierre Edmond Boissier. Periploca gracilis ingår i släktet Periploca och familjen oleanderväxter. Inga underarter finns listade i Catalogue of Life.